# Mary Young
Pour les articles homonymes, voir Young.
Mary Marsden Young, née le 21 juin 1879 à New York (État de New York) et morte le 23 juin 1971 à La Jolla (Californie), est une actrice américaine.

## Biographie

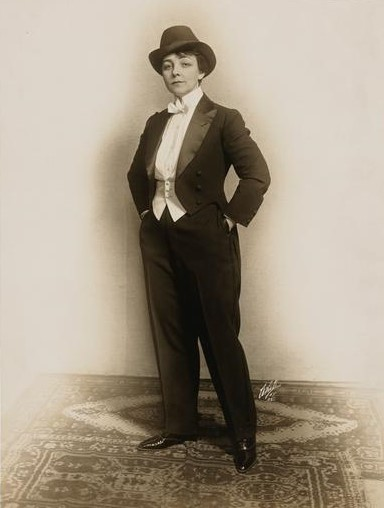
En 1917 à Broadway, dans Stranger Than Fiction (photo promotionnelle)

En 1894 (à 14 ans), Mary Young épouse l'acteur John Craig (1868-1932), dont elle divorce en 1931. Tous deux sont les cofondateurs de la troupe du Castle Square Theatre (en) de Boston (Massachusetts), où la jeune actrice débute au théâtre. En ce lieu construit en 1894 et démoli en 1932, elle personnifie par exemple Desdémone dans Othello de William Shakespeare (1910, avec son mari dans le rôle-titre et Donald Meek).
À Broadway (New York), elle joue pour la première fois en 1899 dans la comédie musicale In Gay Paree sur une musique de Ludwig Erlander. Suivent dix pièces, à partir de Believe Me, Xantippe de Frederick Ballard (1913, avec John Barrymore et Frank Campeau). Ultérieurement, citons Dancing Mothers d'Edgar Selwyn et Edmund Goulding (1924, avec Helen Hayes et Henry Stephenson) et Jules César de William Shakespeare, mise en scène par John Craig (1927, avec Tyrone Power Sr. et Basil Rathbone). Ses deux dernières pièces à Broadway sont représentées en 1929, dont Gypsy de Maxwell Anderson (avec Louis Calhern et Wallace Ford), mise en scène par George Cukor, qu'elle retrouvera trois fois comme réalisateur au cinéma.
Pour le grand écran justement, comme second rôle ou non créditée, elle contribue sur le tard à trente-cinq films américains (y compris quelques westerns), le premier étant Sa dernière chance de William A. Seiter (1937, avec Robert Taylor et Barbara Stanwyck) ; les deux derniers sortent en 1966, dont Le Dortoir des anges d'Ida Lupino (avec Rosalind Russell et Binnie Barnes). Entretemps, mentionnons Femmes de George Cukor (1939, avec Norma Shearer et Joan Crawford), Le Poison de Billy Wilder (1945, avec Ray Milland et Jane Wyman), La Mère du marié de Mitchell Leisen (1951, avec Gene Tierney et John Lund) et la comédie-western Ne tirez pas sur le bandit de Norman Z. McLeod (1959, avec Bob Hope et Rhonda Fleming).
À la télévision américaine, elle apparaît dans quarante-cinq séries (notamment de western) entre 1949 et 1968. Dans l'intervalle, évoquons Rintintin (un épisode, 1955), Perry Mason (un épisode, 1961) et Le Virginien (un épisode, 1963).
Mary Young meurt en 1971, à 92 ans.

## Théâtre à Broadway (intégrale)
(pièces, sauf mention contraire)

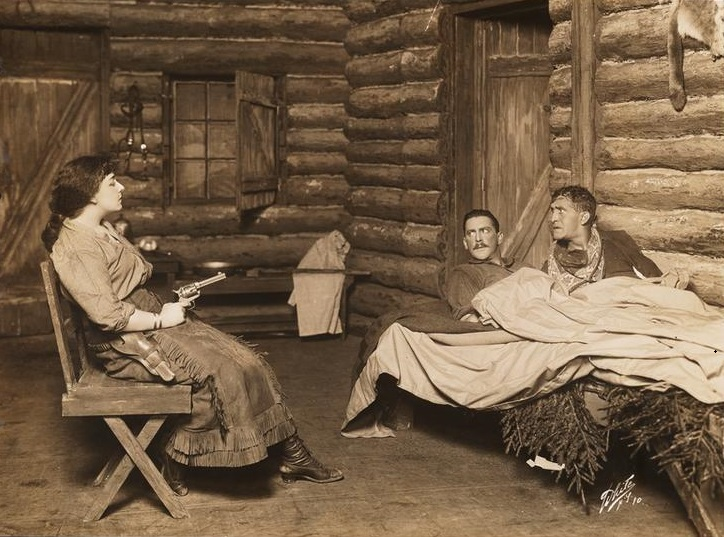
Avec John Barrymore (centre) et Frank Campeau, dans Believe Me, Xantippe (1913, Broadway)

- 1899 : In Gay Paree, comédie musicale, musique et lyrics de Ludwig Erlanger, livret d'Edgar Smith : rôle non spécifié
- 1913 : Believe Me, Xantippe de Frederick Ballard : Dolly
- 1917 : Stranger Than Fiction d'E. A. Sothern : rôle non spécifié
- 1920 : The Outrageous Mrs. Palmer d'Harry Wagstaff Gribble : Mme Charles Cardigan North
- 1921 : We Girls de Fanny et Frederic Hatton : Mme Carter Durand
- 1923 : Virginia Runs Away de Sydney Rosenfeld : Mlle Alice Carson
- 1924 : Dancing Mothers d'Edgar Selwyn et Edmund Goulding, mise en scène et production d'Edgar Selwyn : Ethel Westcourt
- 1927 : Jules César (Julius Caesar) de William Shakespeare, mise en scène de John Craig : Portia
- 1927-1928 : Restless Women de Sydney Stone : Alice Fawcett
- 1929 : Gypsy de Maxwell Anderson, mise en scène de George Cukor : Marilyn
- 1929 : Lolly de Fanny Heaslip Lea : Lolly Carroll

## Filmographie partielle

### Cinéma
- 1922 : Angel of Crooked Street de David Smith
- 1937 : Sa dernière chance (This Is My Affair) de William A. Seiter : la douairière
- 1939 : Le Chien des Baskerville (The Hound of the Baskervilles) de Sidney Lanfield : la mère de Betsy Ann
- 1939 : Femmes (The Women) de George Cukor : la grand-mère
- 1940 : Correspondant 17 (Foreign Correspondent) d'Alfred Hitchcock : Tante Maude
- 1942 : La Marine triomphe (The Navy Comes Through) d'A. Edward Sutherland : Mme Duttson
- 1943 : Quand le jour viendra (Watch on the Rhine) d'Herman Shumlin : Mme Mellie Sewell
- 1944 : Inconnu à cette adresse (Address Unknown) de William Cameron Menzies : Mme Delaney
- 1944 : Casanova le petit (Casanova Brown) de Sam Wood : Mme Dean

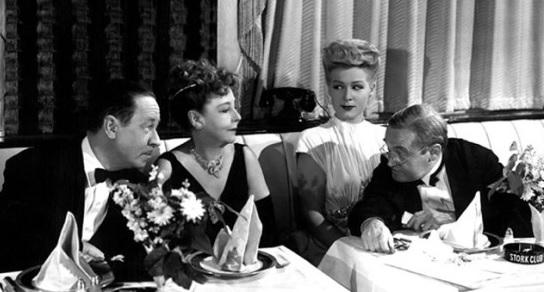
Robert Benchley, Mary Young, Betty Hutton et Barry Fitzgerald (de g. à d.), dans Le Club des cigognes (1945)

- 1945 : Le Poison (The Lost Weekend) de Billy Wilder : Mme Deveridge
- 1945 : Le Club des cigognes (The Stork Club) d'Hal Walker : Mme Edith Bates
- 1946 : À chacun son destin (To Each His Own) de Mitchell Leisen : Mme Nix
- 1946 : Shock d'Alfred L. Werker : Mme Penny
- 1946 : Amazone moderne (The Bride Wore Boots) d'Irving Pichel : Janet Doughton
- 1947 : Othello (A Double Life) de George Cukor : une actrice dans A Gentleman's Gentleman
- 1951 : La Mère du marié (The Mating Season) de Mitchell Leisen : la concierge
- 1951 : The Fat Man de William Castle : une vendeuse
- 1951 : Un Américain à Paris (An American in Paris) de Vincente Minnelli : une vendeuse de fleurs
- 1954 : Une femme qui s'affiche (It Should Happen to You) de George Cukor : une cliente du Macy's
- 1954 : Une étoile est née (A Star Is Born) de George Cukor : une résidente de la pension de famille
- 1954 : Toi mon amour (This Is My Love) de Stuart Heisler : Mme Timberly
- 1955 : Sept Ans de réflexion (The Seven Year Itch) de Billy Wilder : une passagère à la gare
- 1959 : Ne tirez pas sur le bandit (Alias Jesse James) de Norman Z. McLeod : « Ma » James
- 1966 : Le Dortoir des anges (The Trouble with Angels) d'Ida Lupino : Mme Eldridge
- 1966 : Un truand (Dead Hat on a Merry-Go-Round) de Bernard Girard : Mme Galbrace

### Télévision
(séries)

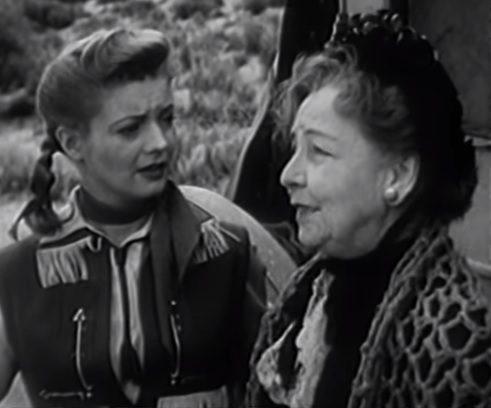
Avec Gail Davis (à g.), dans Annie Oakley, épisode Annie and the Silver Ace (1954)

- 1953 : Schlitz Playhouse of Stars, saison 2, épisode 30 Happy Ending de Roy Kellino : rôle non spécifié
- 1954 : Annie Oakley (en), saison 1, épisode 8 Annie and the Silver Ace de Frank McDonald : Mme Johnson
- 1955 : Rintintin (The Adventures of Rin Tin Tin), saison 2, épisode 3 Le Maréchal Higgins (Higgins Rides Again) : Birdie
- 1957 : Circus Boy, saison 1, épisode 34 The Fortune Teller : Mme Amelia Lilly
- 1957 : Monsieur et Madame détective (The Thin Man), saison 1, épisode 7 Acrostic Murders d'Oscar Rudolph : Teresa Trimble
- 1960 : Thriller, saison 1, épisode 3 Pire qu'un meurtre (Worse Than Murder) de Mitchell Leisen : Sarah Gedney
- 1961 : Perry Mason, saison 5, épisode 2 The Case of the Impatient Partner d'Arthur Marks : Agnes Murdock
- 1963 : Le Virginien (The Virginian), saison 1, épisode 22 Vengeance (Vengeance Is the Spur) de Robert Ellis Miller : Gertrude